# NOAD
El NOAD fue un equipo de fútbol neerlandés de la ciudad de Tilburg que jugó al más alto nivel desde 1918 hasta 1961. El 1 de junio de 2017 se fusionó con los clubes LONGA y RKTVV para formar el FC Tilburg.

## Historia
Fue fundado el 5 de junio de 1910 en la ciudad de Tilburg como TSV NOAD.
A diferencia de la mayoría de los demás clubes de fútbol de Brabante, no era un club católico sino laico. Desde 1918 el club jugó al más alto nivel, de 1954 a 1971 como club profesional. Después de la temporada 1970/71, el NOAD volvió a ser un club amateur.
No hay claridad sobre el significado preciso del nombre del club. TSV significa Asociación deportiva de Tilburg. NOAD probablemente significa No te rindas, siempre sigue jugando (la explicación más utilizada), pero otra explicación significa Nunca te rindas, siempre sigue adelante. 
En Tilburg, NOAD y LONGA fueron siempre los dos mejores clubes de aficionados. LONGA siempre ha sido visto como "el club de la élite" y NOAD como "el club del pueblo".
El 1 de julio de 2017, LONGA , NOAD y RKTVV se fusionaron para formar FC Tilburg.
De 1954 a 1971 el club era de categoría profesional, contando con 4 temporadas en la Eredivisie hasta que por problemas económicos se volvió un club aficionado a partir de 1971.

## Jugadores

### Jugadores destacados
| - Rinus Bennaars - Cees Botermans - Hein van Gastel - Cas Janssens | - Frits Louer - Toon Oprinsen - Henk van Tilburg - Jo Walhout |

## Galería

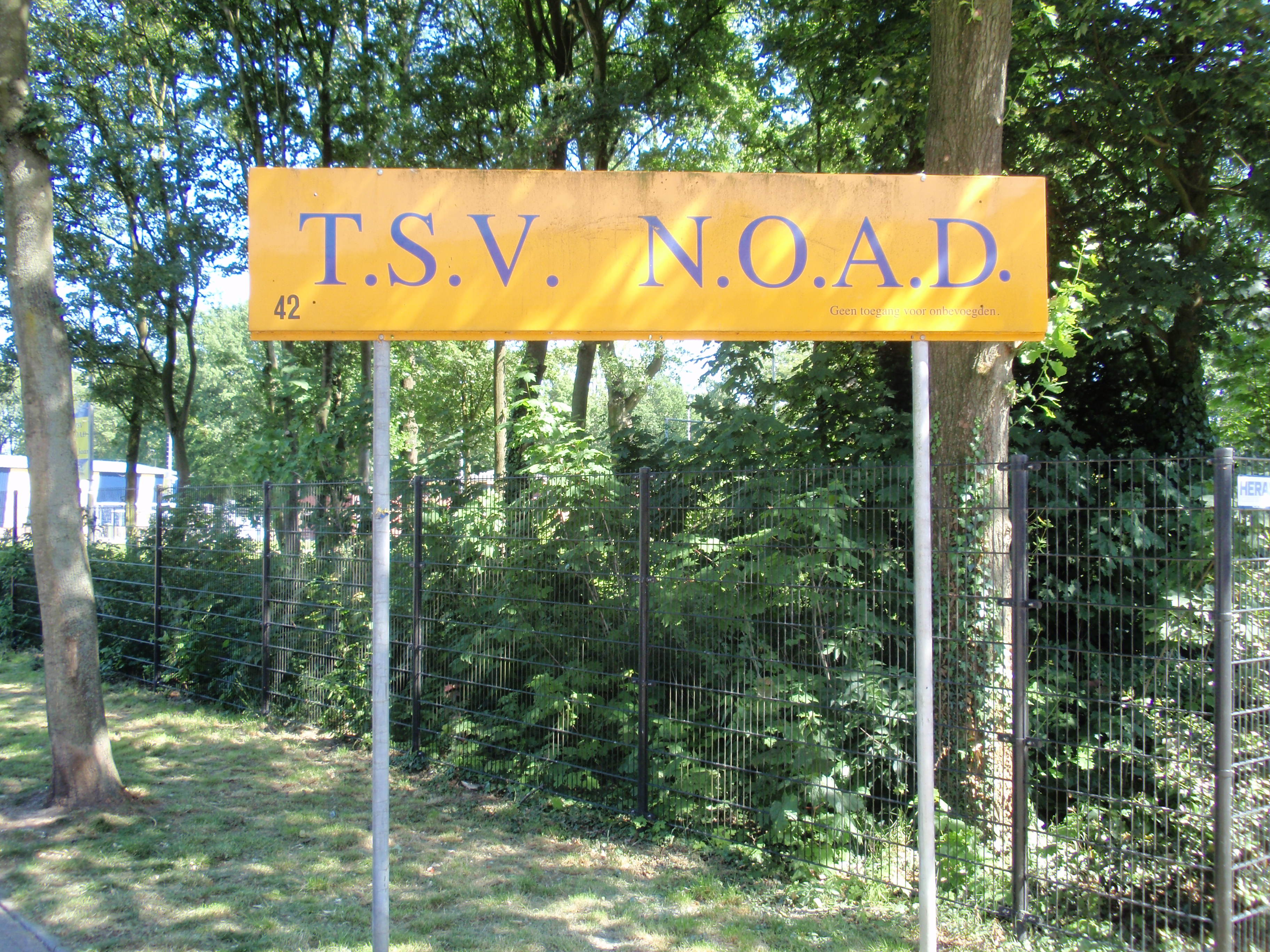
Entrada al estadio
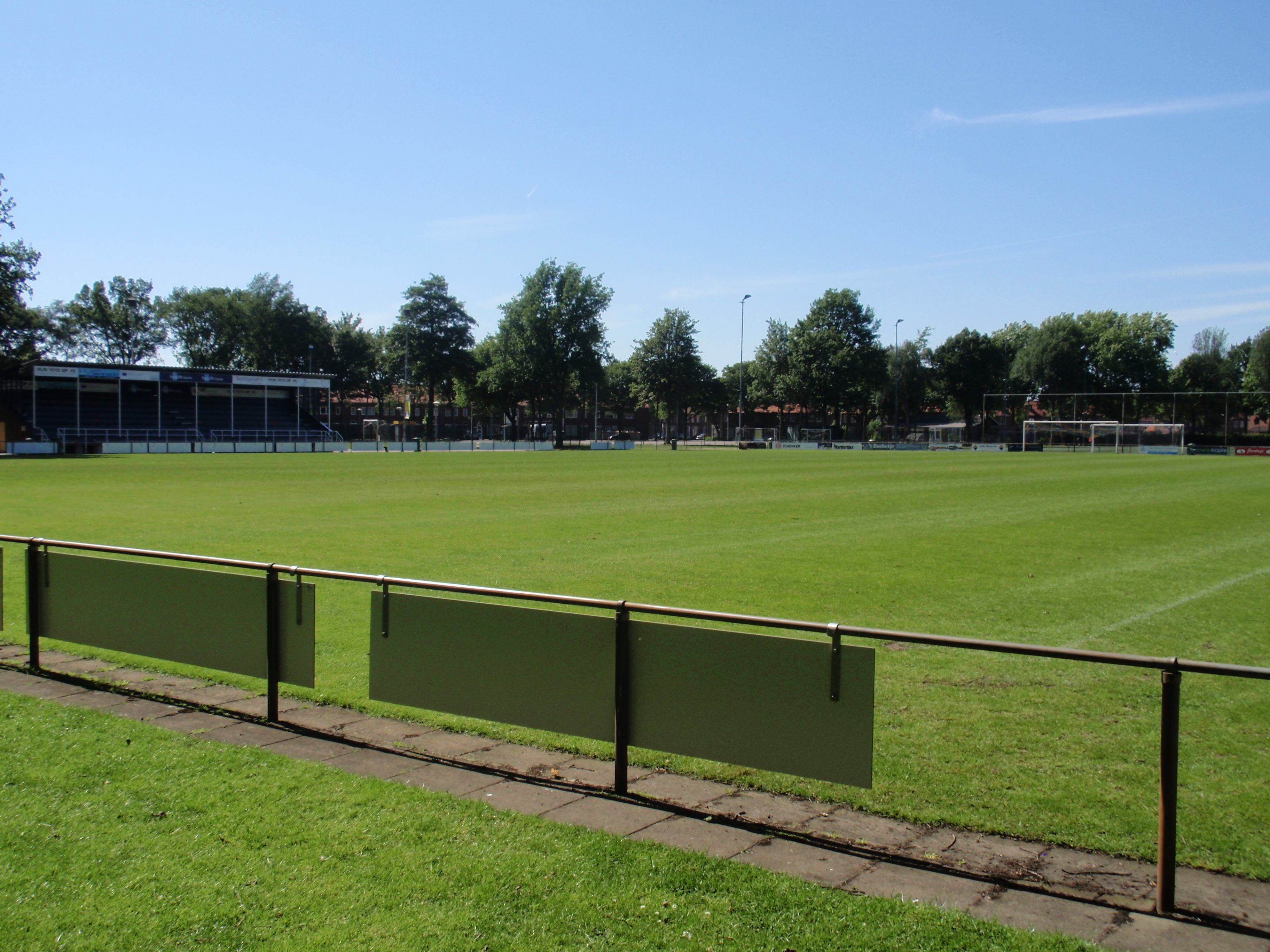
Estadio desde adentro
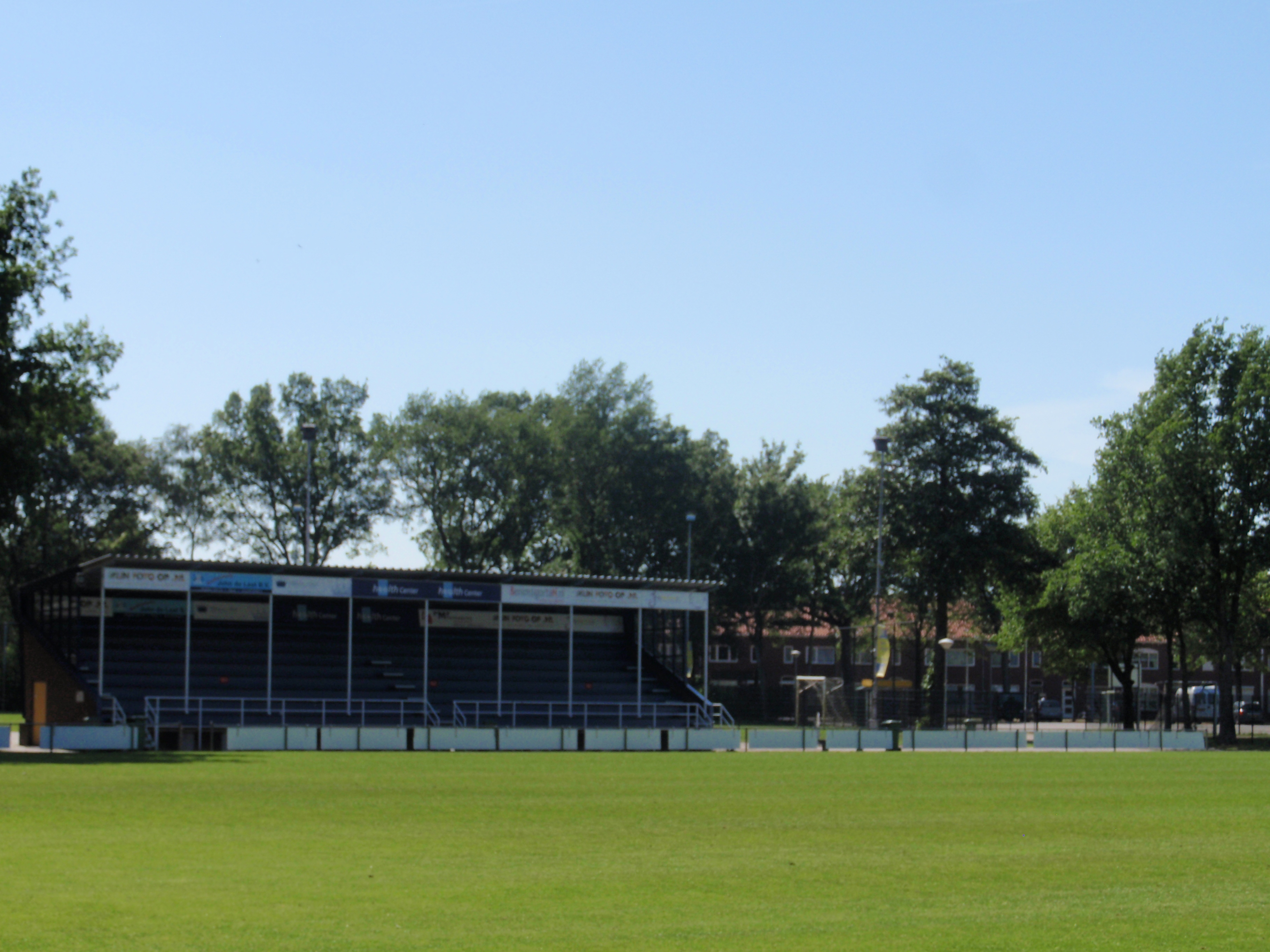
Graderías del estadio